# タチヤナ・ジュク
タチヤナ・アレクセエウナ・ジュク（ロシア語: Татьяна Алексеевна Жук, 英語: Tatyana Zhuk, 現姓Шестернёва シェステルニェワ、1946年1月1日 - 2011年3月21日）は、旧ソビエト連邦出身の女性フィギュアスケート選手(女子シングル・ペア)。兄はフィギュアスケート選手のスタニスラフ・ジュク、夫はサッカー選手のアリベルト・シャステルニェフ。
1968年グルノーブルオリンピック銀メダリスト。パートナーはアレクサンドル・ゴレリク、アレクサンドル・ガフリロフ。

## 経歴
- 当初、アレクサンドル・ガフリロフとペアを組み活動。1964年インスブルックオリンピックに出場し5位となる。
- 1965年世界フィギュアスケート選手権で3位となり、解散。直後にアレクサンドル・ゴレリクとペアを結成。
- 1968年グルノーブルオリンピックで銀メダルを獲得。

## 主な戦績

### ペア
- 1964-65年シーズンまでアレクサンドル・ガフリロフとのペア
- 1965-66年シーズンよりアレクサンドル・ゴレリクとのペア

| 大会/年        | 1959-60 | 1960-61 | 1961-62 | 1962-63 | 1963-64 | 1964-65 | 1965-66 | 1966-67 | 1967-68 |
| -------------- | ------- | ------- | ------- | ------- | ------- | ------- | ------- | ------- | ------- |
| オリンピック   |         |         |         |         | 5       |         |         |         | 2       |
| 世界選手権     |         |         |         | 3       | 6       | 3       | 2       |         | 2       |
| 欧州選手権     | 10      |         |         | 3       | 3       | 3       | 2       |         |         |
| ソビエト選手権 | 1       | 3       | 2       | 2       |         |         | 2       |         |         |

### シングル
| 大会/年        | 1962-63 |
| -------------- | ------- |
| ソビエト選手権 | 2       |